# Klaus-Dieter Baumgarten
Klaus-Dieter Baumgarten (* 1. März 1931 in Werna; † 17. Februar 2008 in Zeuthen) war ein deutscher Politiker der Sozialistischen Einheitspartei Deutschlands (SED) in der Deutschen Demokratischen Republik (DDR). Der Generaloberst war von 1979 bis 1989 Stellvertreter des Ministers für Nationale Verteidigung und Chef der Grenztruppen der DDR. 1996 wurde er wegen elffachen Totschlags und fünffachen versuchten Totschlags, begangen an DDR-Flüchtlingen, zu einer Freiheitsstrafe von sechseinhalb Jahren verurteilt.

## Leben
Baumgarten, Sohn eines Gärtners, erlernte in Ellrich ab 1945 den Beruf des Zimmermanns und arbeitete bis 1949 in diesem Beruf. 1946 trat er in die Freie Deutsche Jugend (FDJ), zwei Jahre später in die SED ein. Am 7. Februar 1949 erfolgte seine Anstellung bei der Deutschen Volkspolizei (VP). Zunächst in verschiedenen Dienststellungen, besuchte er 1953/54 die Hochschule der Kasernierten Volkspolizei und wurde zum Major ernannt. Bis 1959 leitete er die Abteilung Gefechtsausbildung im Kommando der DDR-Grenzpolizei. Danach absolvierte er eine sowjetische Militärakademie. 1963/64 war er 1. Stellvertreter des Kommandeurs der Grenzbrigade Kalbe (Milde). 1964/65 hatte er einen Lehrstuhl an der Militärakademie der NVA in Dresden inne. Von 1965 bis 1970 amtierte Baumgarten als 1. Stellvertreter des Chefs der Grenztruppen der DDR. 1970 bis 1972 studierte er an der Generalstabsakademie der Sowjetunion. Von 1973 bis 1978 war er Kommandeur des Grenzkommandos Süd und wurde 1974 zum Generalmajor ernannt. 1978 wechselte er als Stabschef in das Kommando der Grenztruppen.

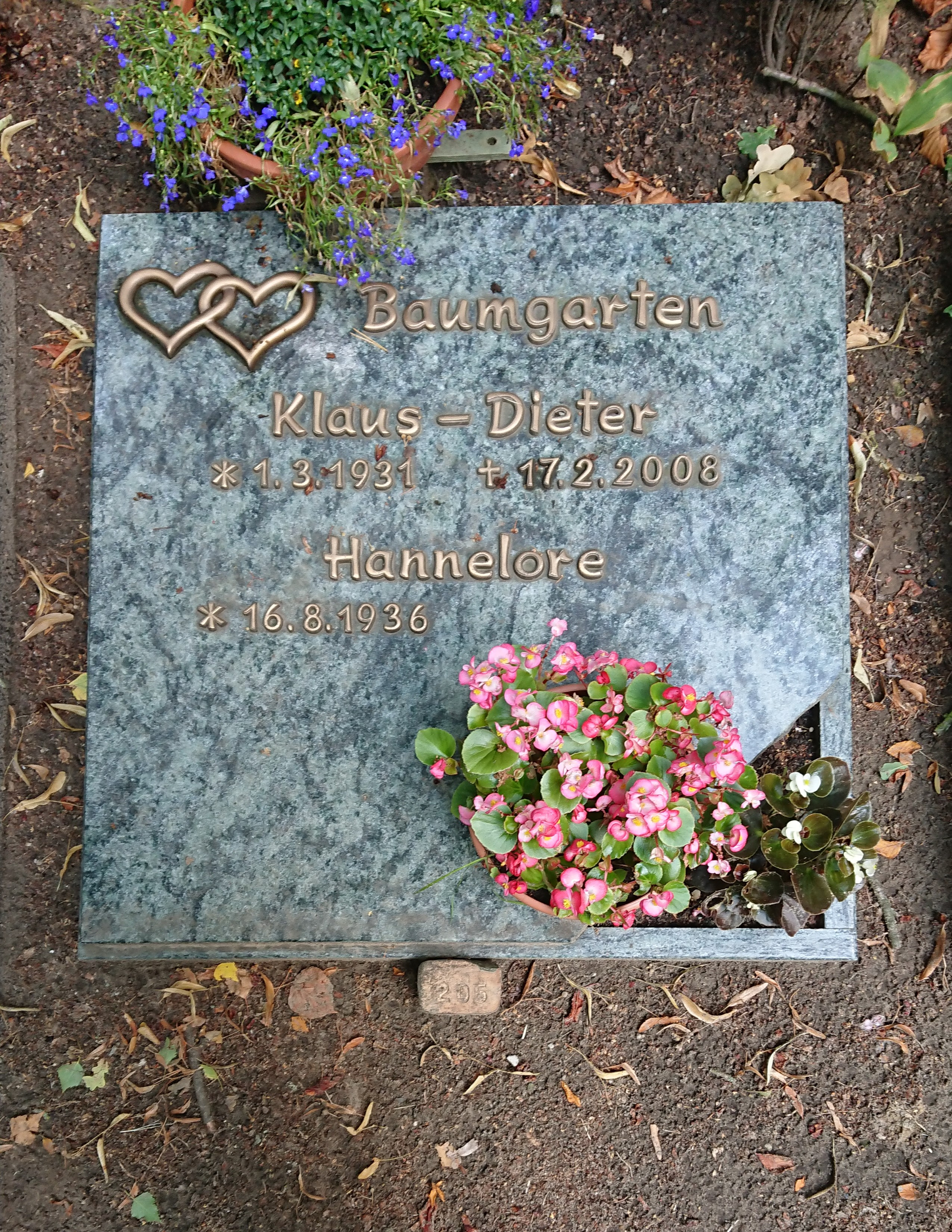
Grab von Klaus-Dieter Baumgarten, Friedhof Eichwalde

Vom 1. August 1979 bis 31. Dezember 1989 war Baumgarten, als Nachfolger von Erich Peter, Stellvertreter des Ministers für Nationale Verteidigung und Chef der Grenztruppen der DDR. Am 25. September 1979 wurde er aus Anlass des 30. Jahrestags der DDR am 7. Oktober 1979 zum Generalleutnant befördert. Der SED-Bezirksleitung Erfurt gehörte er von 1974 bis 1979 an, ab 1981 war er Kandidat des Zentralkomitees (ZK) der SED. Am 6. Oktober 1988 wurde er zum Generaloberst befördert. Als Chef der Grenztruppen war Baumgarten verantwortlich für den Ausbau der DDR-Grenzanlagen an der innerdeutschen Grenze mit Splitterminen und Selbstschussanlagen. Im Februar 1990 wurde er in den Ruhestand versetzt (Nachfolger: Dieter Teichmann als Chef GT/Chef Grenzsicherung). 1990 wurde Baumgarten Mitglied der Partei des Demokratischen Sozialismus (PDS), 2001 trat er aus der Partei aus. Baumgarten erlag am 17. Februar 2008 in Zeuthen einem Krebsleiden.

## Verurteilung wegen Totschlags
Nach der Wende und friedlichen Revolution in der DDR ermittelte die Staatsanwaltschaft des Landes Berlin gegen Baumgarten und andere Generale der Grenztruppen, der Prozess begann am 27. Oktober 1995. Am 10. September 1996 wurde Klaus-Dieter Baumgarten wegen elffachen Totschlags und fünffachen versuchten Totschlags, begangen an DDR-Flüchtlingen, zu einer Freiheitsstrafe von sechseinhalb Jahren verurteilt. Fünf mitangeklagte Ex-Generale der DDR-Grenztruppen erhielten Strafen zwischen drei Jahren neun Monaten und drei Jahren drei Monaten. Ab dem 12. November 1996 war er in U-Haft (Berlin-Moabit) wegen Fluchtgefahr. Später saß er in der Justizvollzugsanstalt Berlin-Plötzensee ein. 1997 verwarf der Bundesgerichtshof die Revision Baumgartens. Die Existenz eines Schießbefehls, von Selbstschussanlagen und Minen wurde von Baumgarten in den Prozessen und in späteren Schriften geleugnet. Den Bau der Mauer bezeichnete Baumgarten als Maßnahme, die getroffen wurde, „um der Bundesrepublik die Grenzen ihrer Macht zu zeigen“. Baumgarten bezeichnete seine Inhaftierung als Rechtsbeugung und Freiheitsberaubung. Laut Richter Föhrig wurde Baumgarten „in seiner Hartleibigkeit und Uneinsichtigkeit […] von keinem mir einschlägig bekannten Angeklagten […] auch nur annähernd erreicht“.

## Begnadigung
Seit 1997 war er Freigänger, im Dezember 1999 wurde er von Justizsenator und Regierendem Bürgermeister Eberhard Diepgen nach der Verbüßung etwa der Hälfte der Haftzeit ohne Begründung, gegen den Widerstand der Staatsanwaltschaft, des Gnadenausschusses des Berliner Abgeordnetenhauses und des Tatgerichts unter Richter Friedrich-Karl Föhrig, begnadigt und am 15. März 2000 aus der Haft entlassen. Seit 1990 verfasste Baumgarten Beiträge für die Tageszeitung Neues Deutschland. An PDS-Zeitungen verschickte er nach seiner Inhaftierung Briefe aus dem Kerker. Baumgarten sei bis zu seinem Tod völlig uneinsichtig gewesen, schrieb Der Spiegel in einem Nachruf. Das zeigen auch seine Erinnerungen von 2008. Der Historiker Hans-Ulrich Danner, der in seiner Dissertation die Autobiographien von 42 Funktionsträger von NSDAP und SED gegenüberstellte, ordnete Baumgarten entsprechend als „reinen Apologeten“ in Bezug auf seine Memoiren ein.

## Schriften
- Erinnerungen. Autobiographie des Chefs der Grenztruppen der DDR, edition ost, Berlin 2008, ISBN 978-3-360-01095-7
- Hrsg. mit Peter Freitag: Die Grenzen der DDR. Geschichten, Fakten, Hintergründe, edition ost, Berlin 2004, ISBN 3-360-01057-4[11]
- Die Staatsgrenze der Deutschen Demokratischen Republik ist stets zuverlässig geschützt – Zum 35. Jahrestag der Grenztruppen der DDR. In: Militärwesen, 25. Jg. (1981), Heft 11, S. 3ff.